# Maria Berasarte
María Berasarte, née le 28 novembre 1978 à Saint-Sébastien (Espagne), est une chanteuse espagnole, aussi connue sous le nom de La Voz Desnuda (« La Voix nue »).

## Biographie
Maria Berasarte développe sa carrière professionnelle entre Lisbonne, Paris et Saint-Sébastien, où elle est connue pour sa grande interprétation de musique ibérique, notamment le fado,. C’est aussi la chanteuse du groupe portugais Aduf, un quintet lisboète, composé de musiciens tels que José Peixoto (es), José Salgueiro (pt), João Gil ou encore Paulo Carvalho.
Quelques-unes de ses chansons ont été écrites par les paroliers Tiago Torres da Silva et João Monge.
María Berasarte a chanté dans plusieurs lieux importants au Portugal, en France, en Espagne, en Chine, en Belgique, en Grèce, au Mozambique, au Maroc, en Roumanie et en Italie, dont :
- En 2013 : le Festival Badasom, Badajoz ; Festival Au fil des voix au théâtre du Nymphée à Vaison-la-Romaine[5],[6] ;  le festival de Macao en Chine et le Palais des beaux-arts de Bruxelles.
- En 2015 : le Théâtre Victoria Eugenia de Saint-Sébastien et le Circo Price à Madrid ; Music in churches, Festival international de Sibiu, Roumanie et Festival Mawazine-Rythmes Du Monde à Rabat.
- En 2016 : le Complexe Culturel Santa María à Plasence[7] et le Palais Conde-Duque à Madrid.

## Discographie
- 2009 :  Todas las horas son viejas, Accords-Croisés[8]
- 2014 :  Aguaenlaboca (Au-delà du fado), Accords Croisés[2]
- 2015 : Subita, Karonte[9]

### Collaborations
- 2017 : Jazz in fado, Universal Music Portugal